# Долий (мифология)
До́лий (др.-греч. Δολίος) — в греческой мифологии, а вернее в эпической традиции греков персонаж гомеровской «Одиссеи», раб Пенелопы, которого она получила от своего отца Икария в качестве приданого, когда выходила замуж за Одиссея.

## Мифология
Долий служил садовником в доме Одиссея. Он был женат на рабыне с Сицилии, имя которой Гомер не приводит. В браке у них родились, по крайней мере, восемь детей, из них семь сыновей, в том числе Меланфий, и дочь Меланфо.
Долий хранил преданность своему хозяину в течение его двадцатилетнего отсутствия. Шестеро сыновей Долия, как и он сам, оставались сторонниками Одиссея, в то время как седьмой сын, Меланфий, а также дочь Меланфо перешли на сторону женихов Пенелопы, за что и были убиты после возвращения Одиссея на Итаку. Меланфо грубо обошлась со своим хозяином, при этом она попыталась выгнать его из его же собственного дворца. В свою очередь, Меланфий активно защищал женихов Пенелопы во время расправы Одиссея над ними. В результате Меланфий был изрублен на куски разгневанным царём, а сын Одиссея Телемах повесил Меланфо вместе с другими неверными горничными.
После того, как личность Одиссея была наконец раскрыта, Долий от всей души приветствовал его в доме, выражая огромную радость видеть своего хозяина живым и здоровым. После убийства Одиссеем женихов в завершающей битве судьбы Долий и шестеро его сыновей пришли на помощь Одиссею и его сыну Телемаху, чтобы противостоять родственникам убитых женихов и подавить выступление подстрекаемых ими жителей Итаки.
Отныне и до конца Долий и его оставшиеся сыновья были в числе самых верных друзей Одиссея.